# ميشيل جيبسون
ميشيل جيبسون (بالإنجليزية: Michelle Gibson)‏ هي فارسة سباق أمريكية، ولدت في 1969.

## وصلات خارجية
- ميشيل جيبسون على موقع أوليمبيديا (الإنجليزية)